# Théza
Théza település Franciaországban, Pyrénées-Orientales megyében. Lakosainak száma 2181 fő (2022. január 1.). Théza Saleilles, Alénya, Corneilla-del-Vercol és Villeneuve-de-la-Raho községekkel határos.

## Népesség
A település népessége az elmúlt években az alábbi módon változott:
| Lakosok száma | 1691 | 1910 | 2113 | 2040 | 2084 | 2127 | 2170 | 2171 | 2181 |
|               | 2013 | 2015 | 2016 | 2017 | 2018 | 2019 | 2020 | 2021 | 2022 |